# Szybownik
Szybownik (Diplomys) – rodzaj ssaków z podrodziny kolczaków (Echimyinae) w obrębie rodziny kolczakowatych (Echimyidae).

## Rozmieszczenie geograficzne
Rodzaj obejmuje gatunki występujące w Panamie, Kolumbii i Ekwadorze.

## Morfologia
Długość ciała (bez ogona) 212–390 mm, długość ogona 187–267 mm; masa ciała do 492 g.

## Systematyka
Rodzaj zdefiniował w 1916 roku angielski zoolog Oldfield Thomas w artykule zatytułowanym O nazwach rodzajowych Rattus i Phyllomys, opublikowanym w czasopiśmie „The Annals and magazine of natural history”. Gatunkiem typowym jest (oryginalne oznaczenie) szybownik szarogłowy (D. caniceps).

### Etymologia
Diplomys: gr. διπλοος diploos ‘podwójny’, od δυο duo ‘dwa’; μυς mus, μυος muos ‘mysz’.

### Podział systematyczny
Do rodzaju należą następujące gatunki:
| Grafika | Gatunek           | Autor i rok opisu  | Nazwa zwyczajowa     | Podgatunki         | Rozmieszczenie geograficzne | Podstawowe wymiary                           | Status IUCN |
| ------- | ----------------- | ------------------ | -------------------- | ------------------ | --- | -------------------------------------------- | ----------- |
|         | Diplomys labilis  | (Bangs, 1901)      | szybownik panamski   | 2 podgatunki       | od środkowej Panamy (wraz z Wyspami Perłowymi) do zachodniej Kolumbii (Chocó i Antioquia) do północno-zachodniego Ekwadoru; zakres wysokości: 300–1500 m n.p.m. | DC: około 34 cm DO: około 20 cm MC: do 492 g | LC          |
|         | Diplomys caniceps | (A. Günther, 1877) | szybownik szarogłowy | gatunek monotypowy | endemit Kolumbii: dolina rzeki Cauca w pobliżu Medellín; być może Serranía de San Lucas (Bolívar)                                                               | DC: 21–39 cm DO: 17,8–27 cm MC: brak danych  | DD          |

Kategorie IUCN:  LC  – gatunek najmniejszej troski,  DD  – gatunki o nieokreślonym stopniu zagrożenia.